# Talking Heads

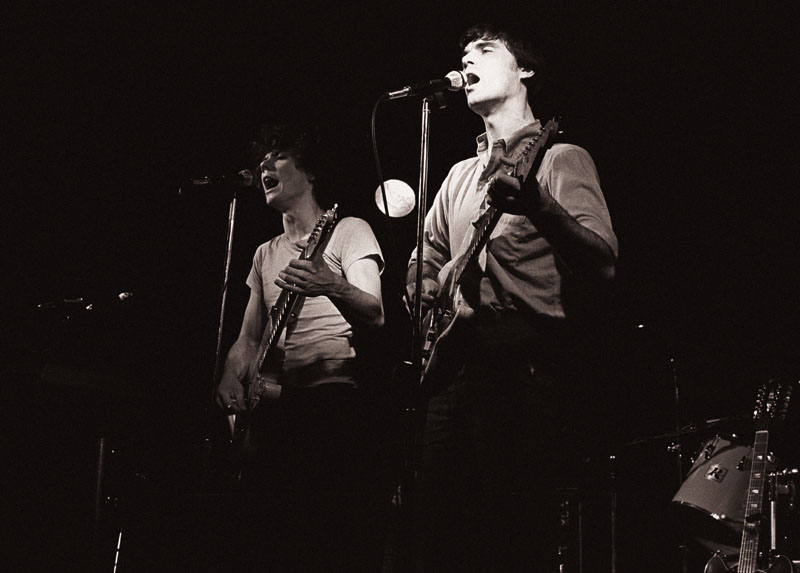
Jerry Harrison & David Byrne på gitarr i Minneapolis 1977.

Talking Heads var en amerikansk new wave-grupp bildad 1975 i New York och aktiv fram till 1991. Bandet bestod av David Byrne (sång/gitarr), Chris Frantz (trummor), Tina Weymouth (bas) och Jerry Harrison (keyboard/gitarr). De kombinerade flera olika musikstilar såsom punkrock, artrock, avantgarde, pop, funk och världsmusik.
Det engelska uttrycket "Talking head" används för TV-kommentatorer.
Talking Heads kanske två kändaste album, Fear of Music (1979) och Remain in Light (1980), producerades av Brian Eno som gav gruppen ett särpräglat sound av afrikanska funkiga rytmer.

## Historia
Gruppen bildades år 1974 på Rhode Island School of Design. På denna skola träffades gitarristen och sångaren David Byrne, trummisen Chris Frantz och basisten Tina Weymouth. De bestämde sig för att starta ett band ihop. De kom till New York och hade där turen att få agera förband åt The Ramones på klubben CBGB. Två år efter bildandet tillkom Jerry Harrison på keyboard.
År 1977 släpptes gruppens första album, Talking Heads: 77, sålde dåligt, men låten Psycho Killer hade viss framgång. Året därpå kom deras nästa album, More Songs About Buildings and Food som var mer poppigt än det första punk-inspirerade albumet. Samtidigt påbörjades ett långvarigt samarbete med producenten Brian Eno. Det var med detta album gruppen slog igenom med en cover på Al Greens "Take me to the River". På albumet experimenterades det också med mängder av andra musikstilar.
De fortsatte med experimenten på nästföljande album, Fear of Music. Här la man bl.a. till mycket afrikanskt slagverk. Den största låten på detta album blev "Life During Wartime". Nästa album kom 1980, Remain in Light. Det albumet fortsatte på det afrikanska spår gruppen hittat på det förra albumet. Båda dessa album var trots sina experimentella tongångar trogna punken.
År 1983 slog gruppen igenom i USA med albumet Speaking in Tongues och låten "Burning Down the House". En stilfull musikvideo hjälpte också låten upp på listorna. Man hade också brutit kontakten med sin förre producent, och det resulterade i en lite hårdare popmusik. Efter detta följde två studioalbum till. Byrne hade mer och mer tagit över riktningarna inom gruppen, vilket inte var alltför uppskattat. Det tog två år innan bandet officiellt bröt upp 1991.
Senaste gången bandet spelade ihop var när gruppen valdes in i Rock and Roll Hall of Fame år 2002.

## Medlemmar
- David Byrne – sång, gitarr (1975–1991, 2002)
- Chris Frantz – trummor, slagverk, bakgrundssång (1975–1991, 2002)
- Tina Weymouth – bas, bakgrundssång (1975–1991, 2002)
- Jerry Harrison – keyboard, gitarr, bakgrundssång (1977–1991, 2002)

### Ytterligare musiker
- Adrian Belew – gitarr, sång (1980–1981)
- Alex Weir – gitarr, sång (1982–1984)
- Bernie Worrell – klaviatur, bakgrundssång (1980–1984, 2002; död 2016)
- Raymond Jones – keyboard (1982)
- Busta Jones – bas (1980–1981; död 1995)
- Steve Scales – slagverk, bakgrundssång (1980–1984, 2002)
- Dolette McDonald – sång, koskälla (1980–1982)
- Nona Hendryx – sång (1980, 1982)
- Ednah Holt – sång (1983)
- Lynn Mabry – sång (1983–1984)
- Stephanie Spruill - sång (1984)

## Diskografi

### Studioalbum
- Talking Heads: 77 (1977)
- More Songs About Buildings and Food (1978)
- Fear of Music (1979)
- Remain in Light (1980)
- Speaking in Tongues (1983)
- Little Creatures (1985)
- True Stories (1986)
- Naked (1988)

### Livealbum
- The Name of This Band Is Talking Heads (1982)
- Stop Making Sense (1984)

### Samlingsalbum
- Once in a Lifetime: The Best of Talking Heads (1992)
- Sand in the Vaseline: Popular Favorites (1992)
- Once in a Lifetime (2003)
- The Best of Talking Heads (2004)
- Talking Heads (2005)
- Bonus Rarities and Outtakes (2006)
- The Collection (2007)
- Same as It Ever Was (2009)